# Pius Michael Prutscher
Pius Michael Prutscher (* 27. April 1913 in Wien; † 3. Februar 1995) war ein österreichischer Tischlermeister und Politiker (ÖVP), Wiener Landtagsabgeordneter und Mitglied des Gemeinderats und Amtsführender Stadtrat. Prutscher war ab 1939 verheiratet und hatte fünf Kinder.

## Leben
Prutscher wurde als Sohn des Architekten und Tischlermeisters Hans Prutscher geboren und legte 1931 die Matura an einem Realgymnasium an. Prutscher hatte bereits vor der Matura Erfahrungen in praktischer, kaufmännischer Tätigkeit erworben und begann nach der Matura eine Tischlerlehre. Er studierte zudem an der Hochschule für Welthandel und erwarb 1934 den Grad eines Diplom-Kaufmanns. 1936 promovierte er zum Doktor der Rechte an der Universität Wien und 1937 zum Doktor der Handelswissenschaften an der Hochschule für Welthandel. 1937 legte er die Gesellen- und 1940 die Meisterprüfung ab. Während seines Studiums engagierte sich Prutscher in der Hochschülerschaft und war als Bildungsreferent in der Meistersöhnevereinigung aktiv. Zudem war er Delegierter der Meistersöhnevereinigung im 15. Bezirk als Bezirksgewerberat.
Prutscher arbeitete ab 1936 im väterlichen Unternehmen und war nach der Absolvierung eines Wirtschaftsprüferlehrganges einige Zeit im Ausland tätig. Er leistete kurze Zeit seinen Kriegsdienst während des Zweiten Weltkriegs, kehrte jedoch bald danach wieder in den väterlichen Betrieb zurück. 
Nach dem Ende des Zweiten Weltkriegs wurde Prutscher im Herbst 1945 zum provisorischen Leiter der Wiener Tischlerinnung und in der Folge zum Innungsmeister gewählt. Er vertrat die ÖVP ab dem 25. November 1945 im Wiener Landtag und Gemeinderat, dem er bis zum 6. Juni 1969 angehörte. Er war Sprecher der ÖVP für Stadtplanungs- und Verkehrsangelegenheiten und wurde am 19. Juni 1964 in die Wiener Landesregierung und den Stadtsenat gewählt. Er übernahm von seinem verstorbenen Parteikollegen Franz Bauer das Ressort für Wirtschaftsangelegenheiten, das er bis zum 28. Jänner 1971 leitete.
Nach seinem Tod wurde Prutscher auf dem Ober Sankt Veiter Friedhof (Gruppe B, Reihe 10, Nr. 32) bestattet.